# Niederländisch-Indien
Niederländisch-Indien (niederländisch Nederlands-Indië, indonesisch Hindia-Belanda), auch bekannt als Niederländisch-Ostindien, war der Vorläufer der heutigen Republik Indonesien.
Im Britisch-Niederländischen Vertrag von 1824 traten die Niederländer das Gouvernorat Niederländisch-Malakka an Großbritannien ab, was zu seiner späteren Eingliederung in Malakka (Staat) des heutigen Malaysia führte.

## Vereinigte Niederländische Ostindien-Kompanie

Siegel der VOC

Vom frühen 17. Jahrhundert an war die Vereinigte Niederländische Ostindien-Kompanie (VOC) die dominierende Macht auf dem malaiischen Archipel. 1602 gegründet, ging sie sehr schnell gegen die damals den Archipel beherrschenden Portugiesen vor. Portugal war zu jener Zeit ein Nebenland Spaniens, das wiederum mit den niederländischen Provinzen der Utrechter Union im Krieg stand. 1605 wurde Amboyna auf den Molukken als erster Stützpunkt von den Niederländern eingenommen. 1619 wurde Batavia, das heutige Jakarta, als Hauptsitz der Kompanie gegründet; die Staatshoheit beschränkte sich ursprünglich auf dessen nähere Umgebung. Im Lauf des 17. Jahrhunderts wurden nach und nach die wichtigsten Häfen des Archipels eingenommen: Malakka 1641, Aceh 1667, Makassar 1669, zuletzt das britische Bantam 1682.
Das wirtschaftliche Rückgrat der Kolonie waren Gewürze, die auf den verschiedenen Inseln in Monokulturen angebaut wurden: Amboyna war auf Gewürznelken spezialisiert, Timor auf Sandelholz, die Banda-Inseln auf Muskatnuss. Aus dem gleichfalls niederländischen Ceylon kam Zimt. Ein weiteres wichtiges Gewürz war der schwarze Pfeffer. Dieser wurde gegen Baumwolle aus Indien und Silber aus Amerika eingetauscht. Eine der wichtigsten Quellen des Reichtums war allerdings der Handel innerhalb des Archipels (siehe auch Indienhandel).

## Übernahme durch die niederländische Regierung nach 1799
Im späten 18. Jahrhundert war die VOC längst zu einem „Staat im Staate“ geworden. Die bevorzugte Methode der indirekten Herrschaft über die indonesischen Fürsten wurde vom niederländischen Staat allerdings weitergeführt. Nach der Auflösung der VOC 1799 und einer Zwischenphase während der Napoleonischen Kriege (von 1811 bis 1815), in der der Archipel von den Briten erobert und verwaltet wurde, übernahm der niederländische Staat 1816 die Verwaltungshoheit. Dabei wurde Insulinde von den Briten als einziges größeres niederländisches Kolonialgebiet zurückgegeben. Dieser Prozess fand seinen Abschluss mit dem Vertrag von 1824, bei dem Bengcoolen (heute Bengkulu), der britische Stützpunkt auf Sumatra, gegen Malakka, den niederländischen Stützpunkt auf der Malaiischen Halbinsel, getauscht wurde, wodurch die Einflussgebiete der Kolonialmächte dauerhaft abgegrenzt wurden.
In den Jahren zwischen etwa 1890 und 1910 wurde das Gebiet mitsamt dem Hinterland vieler Inseln, auf denen die VOC nur Stützpunkte errichtet hatte, als Kolonie organisiert. Die niederländische Regierung vollendete die Aufteilung von Nederlands-Indië in Gouvernementen (Gouvernements) sowie Regentschappen (Regentschaften) und baute eine Kolonialverwaltung auf. So gehörte ab 1908 (Fall Acehs) das gesamte Territorium des späteren Indonesien zu Niederländisch-Indien. Die Grenze zu Portugiesisch-Timor, die weitgehend der heutigen Grenze zwischen Indonesien und Osttimor entspricht, wurde 1916 endgültig festgelegt.
Die Bevölkerungszahl betrug 1900 etwa 37 Millionen; davon lebten 29 Millionen auf Java und Madura. In der Kolonie wohnten etwa 80.000 Europäer und 550.000 ethnische Chinesen.

## Kolonialtruppen
Schon zu Zeiten der Ostindischen Kompanie wurde ein Großteil der eingesetzten Soldaten aus deutschen Freiwilligen rekrutiert. Diese Praxis dauerte in der Koninklijk Nederlands-Indisch Leger fort. Der Anteil von Nicht-Holländern betrug unter den europäischen Mannschaften vor 1900 deutlich über 50 Prozent, später etwa ein Drittel. An Einheimischen wurden hauptsächlich die als „kriegerisch“ geltenden Javaner und die oft christlichen Ambonesen angeworben. Für Wachdienste und zur Guerillabekämpfung in Aceh wurden noch in den 1890er Jahren Hilfstruppen (Marechaussee) ausgehoben.

## Zweiter Weltkrieg und Unabhängigkeit

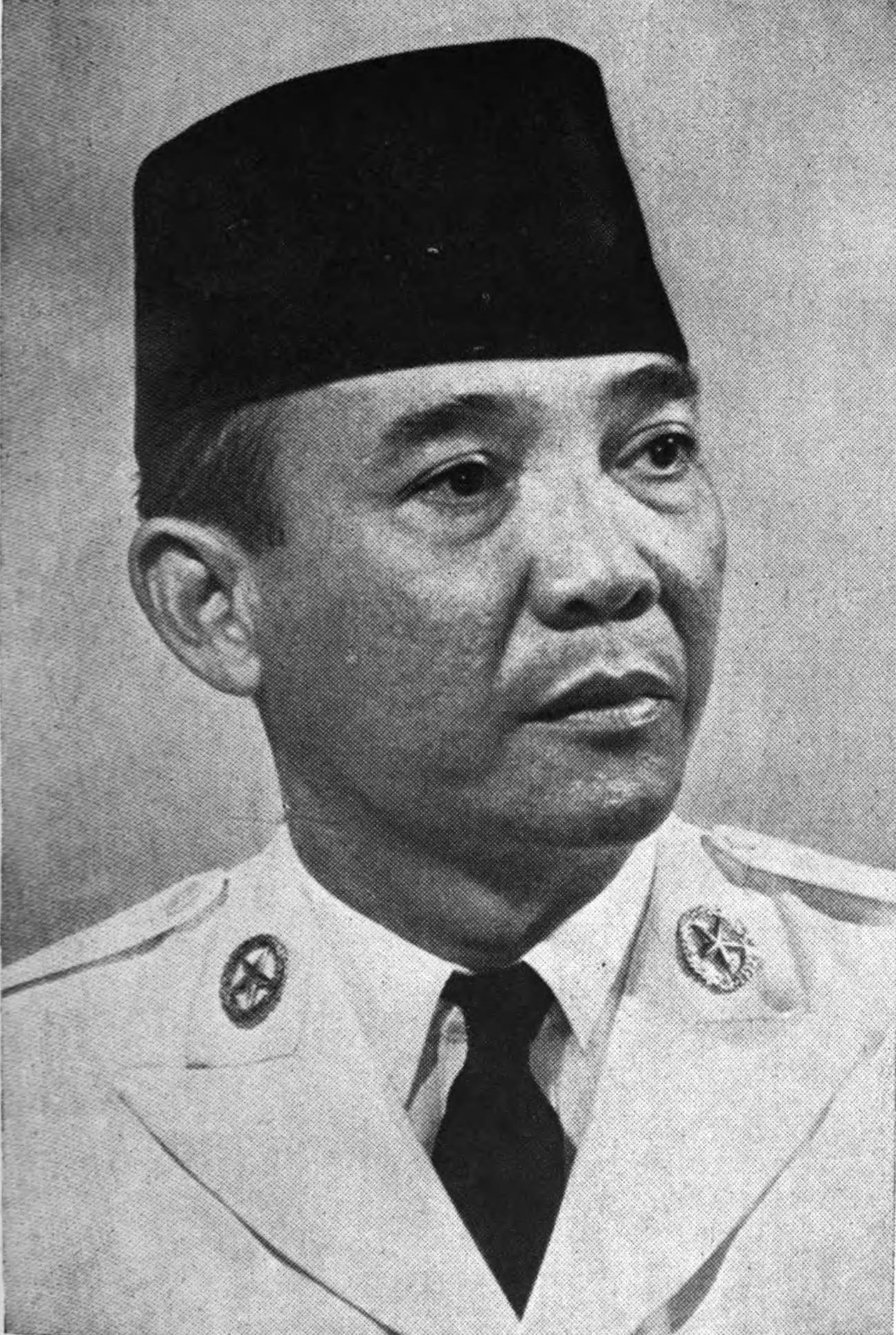
Sukarno

Nach dem japanischen Angriff auf Pearl Harbor am 7. Dezember 1941 erklärte die niederländische Exilregierung dem Kaiserreich Japan gemeinsam mit den USA, Großbritannien und weiteren Ländern den Krieg. Zwischen dem 16. Dezember 1941 und dem 8. März 1942 eroberte die japanische Armee ganz Niederländisch-Indien. Am 9. März erfolgte gegenüber den Angreifern auf der Insel Java die bedingungslose Kapitulation. Das Gebiet blieb bis zum Kriegsende 1945 in japanischer Hand. Die indonesische Nationalbewegung unter Sukarno und Mohammad Hatta wurde von den Besatzern geduldet und unterstützt.
Am 17. August 1945 erklärte der Republikaner Sukarno noch vor der Kapitulation Japans Niederländisch-Indien für unabhängig. Die Niederlande erkannten dies jedoch nicht an, sondern bemühten sich um eine Wiederherstellung ihrer Macht. In einer Übergangsphase waren japanische Truppen nach Absprache weiterhin für Ruhe und Ordnung verantwortlich, kontrolliert von den Briten. In dieser Zeit gelang es den Republikanern, große Teile der Hauptinsel Java und einige andere Gebiete zu beherrschen. In zwei Militäraktionen, beschönigend „Polizeiaktionen“ genannt, eroberten die Niederlande zwar viele Gebiete der Republikaner, doch die Weltöffentlichkeit verurteilte dies, darunter auch die USA, von deren finanzieller Hilfe die Niederlande abhängig waren.
Die Niederländer erkannten die Unabhängigkeit Indonesiens am 27. Dezember 1949 an, behielten aber die Souveränität über Niederländisch-Neuguinea, woran 1954 die vereinbarte Zusammenarbeit in der Niederländisch-Indonesischen Union scheiterte. Erst 1962 stimmten die Niederlande unter dem Druck der Vereinigten Staaten im New Yorker Abkommen der Übergabe an Indonesien zu. Die von den Niederlanden beabsichtigte Gründung eines neuen Staates mit dem Namen Republik Westpapua konnte daher nicht verwirklicht werden. Kurze Zeit später wurde der westliche Teil der Insel von Indonesien übernommen. Eine von den Niederlanden als Bedingung ins New Yorker Abkommen eingebrachte Volksabstimmung der Papua über ihre Zugehörigkeit zu Indonesien, der Act of Free Choice von 1969, wurde von Indonesien zu seinen Gunsten manipuliert, aber von der UNO offiziell anerkannt.
Seit 1959 wird an die beziehungsreiche Geschichte Niederländisch-Indiens und ihre Nachwirkungen in der jährlich stattfindenden Tong Tong Fair in Den Haag erinnert.

## Wappen
Das Wappen von Niederländisch-Indien gleicht dem Königinnenwappen der Niederlande, unterscheidet sich von diesem aber in den Prachtstücken: Es fehlt das rote gekrönte Wappenzelt mit Hermelinfutter.
Wappenbeschreibung: In Blau ein goldener rotbewehrter und auch so gezungter goldgekrönter Löwe mit der rechten Pranke ein goldbegrifftes silbernes Schwert schwingend und in der anderen ein goldenes Bündel mit sieben Pfeilen haltend. Der Schild, von zwei goldenen rotbewehrten und auch so gezungten Löwen gehalten, ist mit goldenen Schindeln besät und mit der goldenen niederländischen Königskrone gekrönt.
Unter dem Schild ein blaues Band mit dem Wappenspruch in silbernen Majuskeln und in französischer Sprache Je maintiendrai in der Bedeutung von „Ich werde bestehen“.